# Тевене, Клодин
Клоди́н (Клавди́на) Тевене́ (фр. Claudine Thévenet, в монашестве — Мария Святого Игнатия; 30 марта 1775[…], Лион — 3 февраля 1837[…], Лион) — святая Римско-католической церкви, монахиня, основательница Конгрегации Сестёр Иисуса и Марии. Была свидетельницей Французской революции, помогала и наставляла на путь истинный местных распущенных девочек. 
Беатифицирована 4 октября 1981 года папой Иоанном Павлом II, и им же канонизирована 21 марта 1993 года.

## Биография
Тевене родилась 30 марта 1774 года. Обучалась в монастыре Сен-Пьер-ле-Ноннен. Во время Французской революции двое из её братьев были публично гильотинированы 5 января 1794 года. Перед казнью они простили своих палачей и умоляли свою обезумевшую от горя сестру сделать то же самое, их последними словами были: «Прости их, как мы прощаем». Вскоре Тевене познакомилась со священником Андре Куэндре, с помощью которого сформировала небольшую группу, занимавшуюся обучением девочек. 6 октября 1818 года эта группа превратилась в Конгрегацию Сестёр Иисуса и Марии; орден был основан на холме Круа-Русс. Тевене приняла монашеское имя Мария Святого Игнатия и стала главой ордена после смерти Куэндре в 1820-х годах. Уже после её смерти, основанный ею орден получил папское одобрение 31 декабря 1847 года от папы Пия IX.
Новая Ассоциация Святейшего Сердца, образованная в 1815 году, избрала её своим президентом; в её обязанности входила забота о нуждающихся детях. В 1820 году орден переехал в Фурвьер и получил одобрение епархии в Пюи в 1823 году и в Лионе в 1825 году.
Здоровье Тевене начало ухудшаться в 1835 году, и она умерла в начале 1837 года.